# Vrocourt
Vrocourt – miejscowość i gmina we Francji, w regionie Hauts-de-France, w departamencie Oise.
Według danych na rok 1990 gminę zamieszkiwały 33 osoby, a gęstość zaludnienia wynosiła 7 osób/km² (wśród 2293 gmin Pikardii Vrocourt plasuje się na 963. miejscu pod względem liczby ludności, natomiast pod względem powierzchni na miejscu 903.).